# Kessenich (Kinrooi)
Kessenich (lim. Kèsing) – dzielnica (deelgemeente) gminy Kinrooi w Belgii, w Regionie Flamandzkim, w prowincji Limburgia, w okręgu Maaseik. 1 stycznia 2020 roku liczyła 1898 mieszkańców. Do 31 grudnia 1970 samodzielna gmina. 

## Historia
Miejscowość początkowo nosiła miano Cassiniacum i w czasach rzymskich była położona przy drodze łączącej Maastricht z Nijmegen. Osada nosiła miano:
- Kesnic (1102)
- Kasnech (1132)
- Casselin lub Cassenic (1155)
- Kessenich (1219)
- Cessenic (1224)
- Kessingen (1573)
- Kesnick (1754)

Kessenich było jedynym Wolnym miastem Rzeszy w granicach Niderlandów Austriackich.

## Demografia
Liczba mieszkańców, stan na 1 stycznia:
| Rok                | 1930 | 1961 | 2020 |
| ------------------ | ---- | ---- | ---- |
| Liczba mieszkańców | 1026 | 1401 | 1898 |